# Kościół Nawiedzenia Najświętszej Maryi Panny w Trokielach
Kościół Nawiedzenia Najświętszej Maryi Panny w Trokielach – kościół parafialny w Trokielach. Jest to Sanktuarium Matki Bożej Trokielskiej Królowej Naszych Rodzin. Kościół jest zabytkiem architektury baroku i klasycyzmu. Według niektórych źródeł kościół ma wezwanie Zwiastowania Najświętszej Maryi Panny.

## Historia
Według tradycji, drewniany kościół pod wezwaniem Nawiedzenia Najświętszej Maryi Panny (Zwiastowania Najświętszej Maryi Panny) został założony tutaj w 1500 r. przez wojewodę wileńskiego Marcina Gasztołda. Pod koniec XVI w. jezuici przywieźli z Wilna obraz, który stał się wówczas znany jako Ikona Matki Bożej Trokielskiej. Podczas Potopu szwedzkiego w 1656 r. kościół całkowicie spłonął, jednak ikona ocalała. Jezuici odbudowali kościół, jednak w 1674 r. budynek ponownie został strawiony przez ogień. Jezuici przebudowali świątynię w 1680 r. i została ona konsekrowana 4 lipca 1687 r. przez biskupa Tarnopola, sufragana prałata wileńskiego Gabriela Silnickiego. W 1738 r. kościół spłonął po raz trzeci i ponownie obraz Matki Bożej nie ucierpiał. Kościół znajdował się w północnej części wsi, około 500-600 metrów od obecnego, w pobliżu szosy na Lipniszki.
Na nowym miejscu drewniany kościół został wzniesiony w 1809 r. (wg innych źródeł w 1830) ze środków miejscowego właściciela ziemskiego Stefana Niezabytowskiego, podkomorzego nowogródzkiego. Świątynię odnawiano ze środków parafian w 1866 r. (odrestaurowano wnętrze), w 1928 r. (ściany oszalowano na zewnątrz i wewnątrz), w 1950 r. (dach kryty gontem zamieniono na blaszany). W swojej architekturze kościół ma cechy baroku i klasycyzmu.
Po II wojnie światowej władze sowieckie nie raz próbowały zamknąć kościół. W latach 1961–1975 kościół był zamknięty. W latach 70. XX w. budynek został wpisany na listę zabytków architektury. Kościół został wyremontowany przez parafian i w sierpniu 1988 r. parafia trokielska ponownie została oficjalnie zarejestrowana.
W 1994 r. kościół otrzymał status sanktuarium diecezji grodzieńskiej.

## Architektura
Jest to kościół halowy z pięciokątną absydą, flankowaną dwiema kwadratowymi zakrystiami, przykryty dachem dwuspadowym z biodrami nad ołtarzem. Biodrami jest przykryta również kruchta-babiniec, która jest zbudowana na wysokości gzymsu głównej objętości. Prawdopodobnie nad kruchtą niegdyś znajdowała się kondygnacja wieży-dzwonnicy, ale dziś nad spadami dachu wznosi się graniasta wzorzysta kopuła barokowa o niewielkich rozmiarach.
Sala modlitewna jest przykryta płaskim sufitem podszywanym, prezbiterium – sklepieniem cylindrycznym, również podszywanym. Nad wejściem zrobione są chóry na czterech kolumnach. W kościele znajdują się trzy ołtarze dwukondygnacyjne. W ołtarzu głównym znajduje się obraz Matki Bożej Trokielskiej. W drugiej kondygnacji ołtarza głównego znajduje się obraz Nawiedzenia Najświętszej Maryi Panny przez św. Elżbietę. Lewy boczny ołtarz poświęcony jest św. Кajetanowi, w drugiej kondygnacji znajduje się obraz św. Teresy. Prawy boczny ołtarz – św. Józefa z obrazem Matki Bożej Bolesnej w drugiej kondygnacji. Prawie w całości zachował się zabytkowy układ ołtarzy, nawet z czasów, gdy były jeszcze optycznie malowane na ścianach, tylko prawy ołtarz do 1850 r. był poświęcony Jezusowi Biczowanemu.
Osobno od kościoła zbudowana jest drewniana dwukondygnacyjna dzwonnica szkieletowa. Umieszczony w niej dzwon został odlany w 1754 r. przez mistrza Gustawa Mörka z Wilna. Obok kościoła, naprzeciwko bramy, znajduje się kaplica-grobowiec Brygidy Szukiewicz (+1803) z rodu Pienickich – ośmioboczna, ceglana i otynkowana świątynia o cechach klasycznych, pokryta sklepieniem cylindrycznym i przykryta dachem namiotowym, w niszy ołtarza umieszczony jest Krucyfiks. Kaplicę władze nakazały zamknąć w 1870 r. Pod koniec XX w. była używana jako stróżówka, wewnątrz był zrobiony piec z rurą, dziś w kaplicy jest magazyn. W 1997 r. przed kościołem zbudowano ołtarz uliczny dla nabożeństw w czasie pielgrzymek, ufundowany przez byłego parafianina Stanisława Paszula. Kompleks otoczony jest niskim ogrodzeniem z kamienia łamanego, z niewielką jednoprzęsłową bramą z cegły otynkowanej.
Na północ od świątyni znajdowała się drewniana, piętrowa dzwonnica szkieletowa, która obecnie nie istnieje.

## Obraz Matki Bożej Trokielskiej
Obraz Matki Bożej Trokielskiej nawiązuje do rzymskiego obrazu Matki Bożej Śnieżnej. Ma wymiary 180 x 100 cm i został wykonany przez nieznanego malarza. Według podania był namalowany w końcu XV w. i w 1595 r. przywieziony przez jezuitów z Wilna. Nałożono na niego posrebrzano-pozłoconą szatę i ozdobiono trzema koronami z kamieniami szlachetnymi (razem 74) i licznymi wotami. Być może podczas odbudowy kościoła w 1680 r., obraz został uzupełniony wizerunkiem św. Kazimierza klęczącego podczas modlitwy. W 1782 r. uszkodzony obraz został odnowiony i naklejony na nowe płótno. Ostatnia renowacja odbyła się w 1991 r. w Warszawie. Za przyczyną modlitwy przed obrazem mają dziać się liczne cuda – uzdrowienie z chorób, wyzwolenie z alkoholizmu, pomoc w trudnych sprawach – rejestrowane od XVIII w. W czasie między nabożeństwami cudowny obraz zasłaniany jest obrazem św. Izydora.
5 lipca 2009 r. kardynał Kazimierz Świątek, w obecności 25 tysięcy pielgrzymów z Białorusi, Polski, Litwy i Stanów Zjednoczonych, nałożył na obraz korony pobłogosławione przez papieża Benedykta XVI w Watykanie.